# 吳琨
吳琨（?—?），字石生，雲南省昆明縣人，清末民初政治人物、進士出身。曾任翰林院編修、云南省财政厅长、富滇银行总理等职:97。
光緒三十年（1904年），會試第161名，殿試登進士二甲71名，后改庶吉士。光緒三十三年，授翰林院編修。